# Erste Schlacht von Utica
Die Erste Schlacht von Utica war ein Gefecht zwischen Karthagern und libyschen Rebellen um 240 v. Chr.

## Vorgeschichte
Nach dem Ersten Punischen Krieg begannen die aus Nordafrika stammenden Söldner, die nach dem Krieg demobilisiert werden sollten, aufgrund von Zahlungsstreitereien gegen Karthago zu rebellieren. Diese Revolte wurde bald auch von einem Großteil der unzufriedenen libyschen Bevölkerung sowie vom Erzfeind Karthagos, Rom, unterstützt. 
Nachdem verschiedene Verhandlungsversuche gescheitert waren, versuchten die Söldner in Libyen Fuß zu fassen, um gegen Karthago militärisch vorgehen zu können. Die meisten der libyschen Städte ließen die Söldner einziehen, bis auf Utica, Tunis und Hippacritae. Die beiden Söldnergeneräle Spendius und Mathos besiegten diese Städte schnell und ließen ihre Truppen dort stationieren.
Dies war nun der erste militärische Anschlag auf die Großmacht Karthago, weshalb Hanno der Große mit Hamilkar Barkas, dem Vater Hannibals, von Karthago nach Libyen marschierte. Laut Polybios bestand seine Streitmacht aus mehr als hundert Kriegselefanten. Im Jahre 240 v. Chr. kam er bei Utica an.

## Ablauf
Die Stadtmauer von Utica bestand hauptsächlich aus Holz und war deshalb sehr leicht entzündlich. Darüber hinaus gab es nur drei Stadttore. Hanno ließ sein Heer dreiteilen und zündete in der Nacht die Stadt an. Es kam zu einem großen Stadtbrand, in dem die undisziplinierten Söldner Hals über Kopf aus den Stadttoren strömten und von den karthagischen Truppen nach kurzem Kampf vernichtend besiegt wurden.

## Folgen
Hanno und Hamilkar konnten die Schlacht so für sich entscheiden und Utica wieder zurückerobern. Spendius überlebte die Schlacht und konnte mit einer kleinen Schar Reiter fliehen. Damit war für die Karthager die erste Schlacht gegen die Rebellen gewonnen. Es folgten in den nächsten beiden Jahren noch einige Gefechte in der Gegend um Utica und Tunis, die oft unentschieden endeten. Sie hatten für den weiteren Kriegsverlauf aber kaum Auswirkungen.